# Свети оци синајски и раитски
Свети оци синајски и раитски, побијени су од стране Сарацена, једни у 4, а други у 5. веку.

## Позадина
Свети оци монаштва су побијени на Синају и Рајту. Било је два случаја када су монаси и пустињаци били убијани од стране варвара. Први се догодио у 4. веку, када је четрдесет очева убијено на планини Синају, а тридесет и девет убијено у Рајту истог дана. Напад на Рајту се приписује племену званом Блеми, из Арабије.
Њихова имена су наведена као Исаија, Сава, Мојсије и његов ученик Мојсије, Јеремија, Павле, Адам, Сергије, Домн, Прокло, Ипатије, Исак, Макарије, Марко, Венијамин, Јевсевије, Илија и други (4.-5. век). 
Рајитски мученици су убијени средином 5. века.
Српска православна црква их празнује 14. јануара по црквеном, а 27. јануара по грегоријанском календару. 